# Slagsta strand köpcentrum

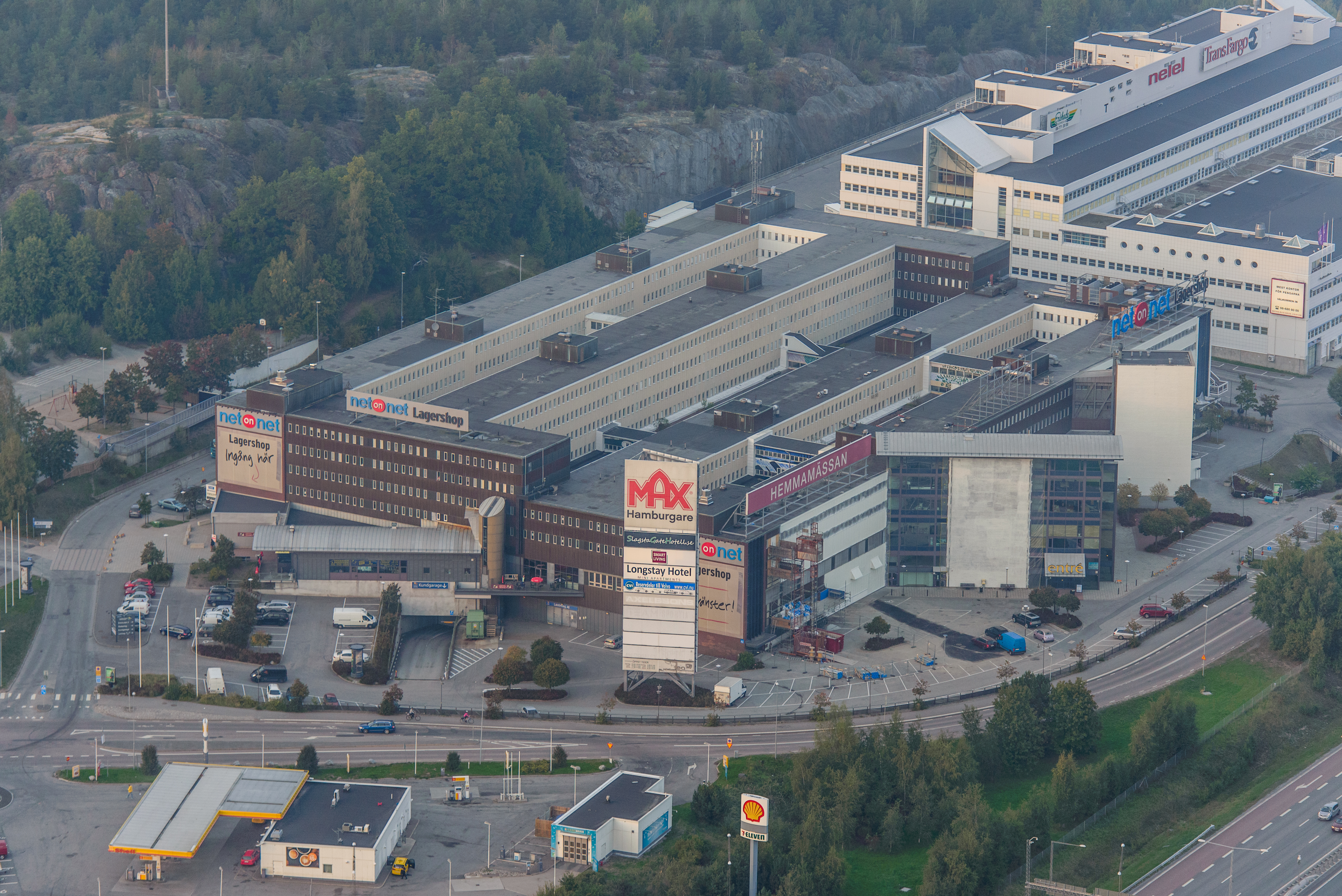
Byggnaden som inrymde köpcentrumet.

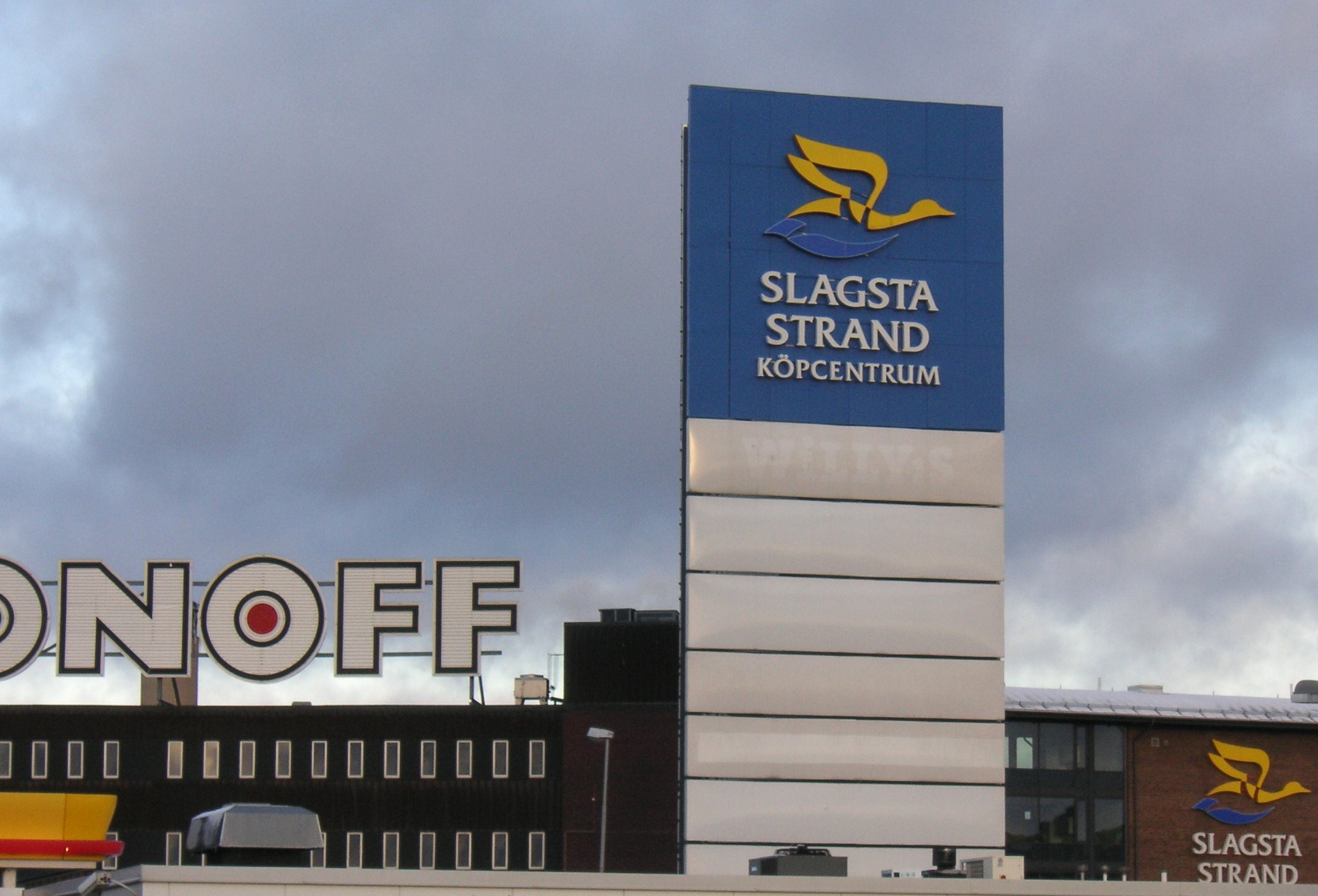
Slagsta Strand köpcentrum i november 2007

Slagsta Strand Köpcentrum var ett köpcentrum i Slagsta i Botkyrka kommun. Anläggningen inrymdes i en större byggnad vid Fågelviksvägen norr om trafikplats Fittja intill E4/E20. Slagsta Strand köpcentrum öppnade 2000 och stängde 2010. 
Fastigheten uppfördes ursprungligen som kontorsfastighet men kom till stor del att disponeras av Botkyrka kommun och användas som gymnasieskola under namnet Botvids gymnasium. Byggnaden konverterades därefter till att användas i en kombination av bostäder och handel och ägdes av det börsnoterade fastighetsbolaget Columna (tidigare läkemedelsbolag med namnet Fermenta). Via ett antal förvärv kom fastigheten till slut att ägas av Kungsleden AB. 
När Slagsta Strand köpcentrum öppnade år 2000 startade Willys där sin första mataffär i Stor-Stockholm, med en yta på 6 000 kvadratmeter. Dessutom fanns ett trettiotal mindre och större butiker, exempelvis Onoff och möbelvaruhuset Mio. Även McDonald's hade en restaurang i byggnaden. Affärerna hade god omsättning. Men så började Kungens kurva bygga ut sitt utbud några kilometer österut med bland annat Heron City. Den ena affären efter den andra slog igen eller flyttade och vid årsskiftet 2009/2010 stängde slutligen hela anläggningen för ombyggnad.
Efter att ha hyrt ut en tredjedel av ytan i fastigheten till ett mässföretag sålde Kungsleden fastigheten till Gelba fastigheter och Strabag.
Numera[när?] finns där en lägenhetsanläggning driven av Corporate Apartments, där företag kan hyra möblerade korttidsboenden.
En Max hamburgerrestaurang öppnade den 19 juni 2013.